# Domaniew (powiat poddębicki)
Domaniew – wieś w Polsce położona w województwie łódzkim, w powiecie poddębickim, w gminie Dalików, położona w odległości 12 km na wschód od Poddębic (przy drodze do Ozorkowa). Liczy około 200 mieszkańców.

## Historia
Najstarsze ślady osadnictwa na tym terenie pochodzą z czasów kultury pucharów lejkowatych. Wieś wspomniana w 1357 w Kodeksie Dyplomatycznym Wielkopolski kiedy to Kazimierz Wielki potwierdził tu posiadłości kapituły gnieźnieńskiej. Gniazdo rodu Domaniewskich herbu Lubicz.
W latach 1954–1959 wieś należała i była siedzibą władz gromady Domaniew, po jej zniesieniu w gromadzie Brudnów. W latach 1975–1998 miejscowość należała administracyjnie do województwa sieradzkiego.
Urodził się tu Stefan Pogonowski (ur. 12 lutego 1895, poległ 15 sierpnia 1920 pod Radzyminem) – porucznik piechoty Wojska Polskiego.

## Zabytki
Parafię erygował w XIV w. arcybiskup gnieźnieński Bogoria Skotnicki. Wtedy to istniał tu już drewniany kościół pw. św. Jadwigi. Obecny kościół św. Floriana fundowany przez chorążego łęczyckiego Stanisława Zalewskiego i jego żonę Jadwigę. Jest to budowla późnogotycka, zapewne z XVI w., murowana z cegły o układzie polskim, z czworoboczną wieżą. Przebudowany w XIX w. Na zewnątrz oszkarpowany. Okna ostrołukowe. Drzwi z zakrystii do prezbiterium z blach żelaznych o renesansowej dekoracji zamka i uchwytu. W prezbiterium sklepienie kolebkowe z lunetami, nad absydą sgraffitowa dekoracja. Na sklepieniu kartusze z herbami Korab i Dołęga. W nawie strop drewniany. Wystrój wnętrza barokowy. Krucyfiks z XVII w. Kielich pozłacany z datą 1670 i napisem o charakterze wotywnym.
Według rejestru zabytków NID na listę zabytków wpisany jest kościół parafialny pw. św. Floriana, XVI w., nr rej.: 703 z 3.10.1967.